# Geelborstkanarie
De geelborstkanarie (Crithagra citrinipectus; synoniem: Serinus citrinipectus) is een zangvogel uit de familie Fringillidae (vinkachtigen).

## Verspreiding en leefgebied
Deze soort komt voor in zuidelijk Mozambique, zuidelijk Malawi, zuidoostelijk Zimbabwe, oostelijk Transvaal en noordoostelijk Natal.